# بيلي كليبورن
بيلي كليبورن (بالإنجليزية: Billy Claiborne)‏ هو راعي البقر أمريكي، ولد في 21 أكتوبر 1860 في مقاطعة يازو في الولايات المتحدة، وتوفي في 14 نوفمبر 1882 في تومبستون في الولايات المتحدة بسبب إصابة بعيار ناري.